# Parque Arqueológico Nacional de Tierradentro
El Parque Arqueológico Nacional de Tierradentro es una reserva arqueológica de Colombia, declarada Patrimonio de la Humanidad por la Unesco en 1995, por ser un importante reservorio de la cultura precolombina. Está localizado en el departamento del Cauca, en inmediaciones de los municipios de Belalcázar e Inzá.
Los vestigios se concentran especialmente en los alrededores de la población de San Andrés de Pisimbalá. Las tumbas se localizan en varios sitios, el más representativo es Segovia, que queda a 20 minutos a pie de los museos. El Duende, localizado a 600 m al nororiente de Segovia, San Andrés, situado 1500 m al norte de la sede administrativa, El Aguacate, sobre un filo de difícil acceso y el Tablón, localizado a 750 m al nororiente de San Andrés de Pisimbalá. La topografía del área es abrupta, conserva vegetación primaria en pequeña proporción y algunos animales silvestres. Los vestigios arqueológicos incluyen tumbas subterráneas o hipogeos, y estatuas de piedra, que dentro del parque se agrupan en cinco zonas: Alto del Aguacate, Alto de San Andrés, Loma de Segovia, Alto del Duende y el Tablón. Las instalaciones del parque cuentan con un museo arqueológico y uno etnográfico.
Tierradentro comprende una extensa área poblada de hipogeos y estatuas. Los sitios arqueológicos más importantes de este parque son Alto del Aguacate, Alto de San Andrés y Alto del Duende.

## Historia
En un entierro primario de Santa Rosa (Cauca), se halló una muestra de carbón que se fechó en 1630 d. C. Otro trozo de carbón contenido en una urna funeraria de un hipogeo se fechó de 1850 d. C.
Sin embargo, el reconocimiento técnico de la zona arqueológica de Tierradentro y el conocimiento público de las reliquias prehispánicas que allí se encuentran, se inicia en 1936, época en la cual el gobernador del departamento del Cauca, Alfredo Navia, después de haber tenido ocasión de visitar la región, envió al geólogo Georg Burg, profesor de la Universidad del Cauca, para que hiciera un estudio detenido en la zona.
Una de las tareas iniciales del investigador Burg fue el reconocimiento de los principales sitios arqueológicos conocidos por los campesinos e indígenas de la comarca, especialmente los sepulcros situados en las lomas de Segovia y San Andrés y las estatuas de piedra del lugar denominado El Tablón.
Posteriormente hizo varios viajes a través del territorio, en los que logró localizar gran número de sepulcros y conoció objetos de cerámica y de industria lítica procedentes de varios sitios. Igualmente levantó el mapa geológico de Tierradentro. Recorrió el curso del río Ullucos, los lugares de Suin y Chinas, Vitoncó, Loma Alta y los ríos Malvasá y Negro de Narvaéz.
A partir de sus recorridos descubrió algunas estatuas, reconoció muchos sepulcros y excavó varios, al tiempo que recogió valiosas colecciones de cerámica y de industria lítica. El centro principal de sus excavaciones estuvo localizado en San Andrés de Pisimbalá, donde inició trabajos en mayo de 1936, patrocinado por la Universidad del Cauca.
Al lado de sus estudios geológicos y sus excavaciones arqueológicas, Burg construyó cobertizos para proteger los sepulcros excavados e hizo limpiar aquellos que fueron explorados en épocas anteriores por los buscadores de tesoros. También inició la construcción de trochas y otras vías de acceso a los sitios donde están situados los monumentos que reconoció. De todos estos trabajos rindió informe a la Universidad del Cauca y a la Gobernación Departamental.
En junio del mismo año, el Ministerio de Educación Nacional comisionó al arqueólogo Gregorio Hernández de Alba para que hiciera una revisión de los trabajos adelantados por Burg y para que continuara las excavaciones en esta zona arqueológica. Después de varios viajes de reconocimiento, Hernández de Alba inició exploraciones en varios sitios de Tierradentro, con las cuales se dio comienzo al estudio sistemático de los monumentos prehispánicos. 
Los sitios visitados y estudiados por este investigador fueron los siguientes: San Andrés de Pisimbalá, Alto del Grillo, El Aguacate, El Tablón, Vivorá, El Rodeo, Pedregal, Las Tapias, Topa, La Plata, Ricaurte, Cohetando, Belalcázar, Calderas, Avirama Viejo, Togoima, Santa Rosa, El Hato, El Marne y otros.

## Arqueología

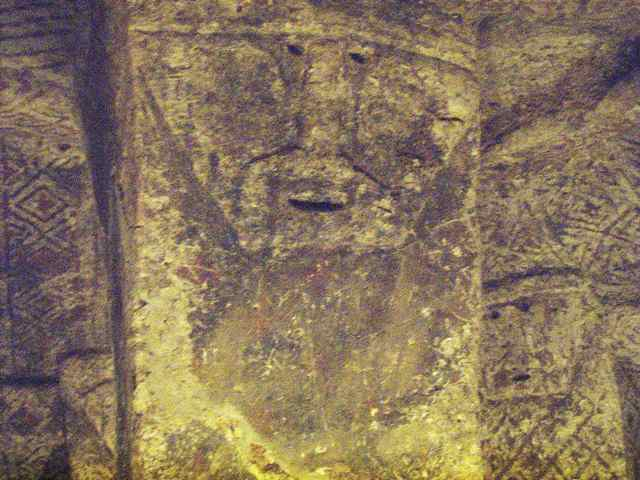
Estatua del hipogeo.

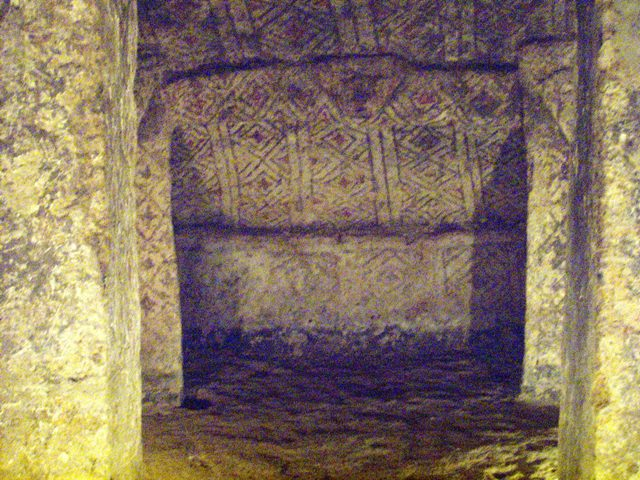
Detalle del área del hipogeo.

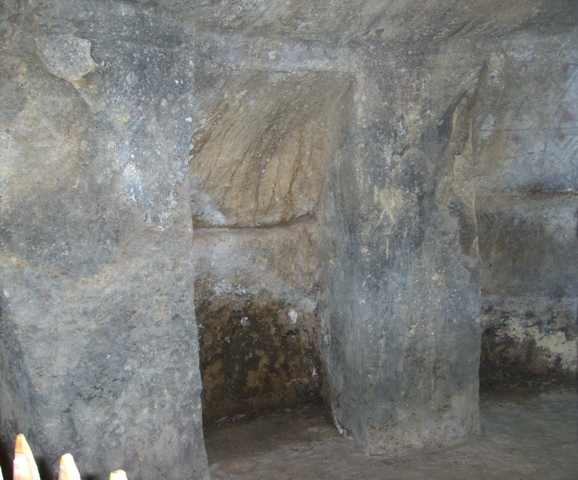
Detalle de los muros del sitio arqueológico.

Después de San Agustín, el Parque Arqueológico de Tierradentro ocupa un lugar muy señalado en la arqueología colombiana en lo que se relaciona con el carácter monumental de las reliquias que allí se conservan.
Los monumentos arqueológicos se encuentran en un nudo montañoso de forma triangular, de terreno en extremo accidentado, y que tiene como vértice el nevado del Huila, al lado de los páramos de Las Casitas, Moras, El Brujo, Las Delicias y Guanacas. 
El territorio tiene buena parte de su extensión en el piso térmico templado (18 a 20 °C) y está atravesado de norte a sur por el río Páez, el cual constituye, con el Ullucos y con la quebrada San Andrés, la principal vía de acceso a la comarca.
La constitución geológica de los terrenos de esta zona y el carácter torrentoso de las corrientes de agua que la avenan han determinado una acción erosiva muy notable en el territorio, ocasionando la formación de profundos cañones y estrechos valles sobre los cuales caen en forma abrupta las faldas de las colinas que los circundan.
Las terrazas de origen aluvial han sido, a través de los tiempos, los lugares escogidos para la habitación humana, en tanto que las necrópolis se localizan en la cima de colinas, en lugares de difícil acceso y generalmente eminentes.
Las reliquias arqueológicas de Tierradentro están constituidas por estatuas de piedra, suntuosos templos subterráneos labrados en la roca viva y decorados profusamente con pintura de varios colores de motivos generalmente geométricos, cerámica y otros objetos hallados en las tumbas al lado de los cadáveres. Los sitios principales donde están emplazados los monumentos son los siguientes: San Andrés, El Hato, El Marne, El Rodeo, El Tablón, Segovia, Loma Alta, Belalcázar, Alto del Grillo y otros.
El municipio de Inzá y particularmente su corregimiento San Andrés, constituyen la región donde se localizan las reliquias más notables y donde han tenido su asiento las comisiones de técnicos que se han ocupado del estudio de esta cultura arqueológica.
Los hipogeos o tumbas colectivas monumentales con cámaras subterráneas reproducen el interior de viviendas donde se practicaban entierros secundarios de huesos exhumados, en urnas. Sus paredes están decoradas con diseños antropomorfos, geométricos y zoomorfos de lagartijas, serpientes y ciempiés en colores rojo, negro y blanco.
También se conoce que los constructores de estos hipogeos realizaban entierros primarios, para lo que excavaban tumbas de pozo poco profundas con una pequeña cámara lateral, donde colocaban objetos como metales, manos de moler, collares y vasijas de cerámica. Las tumbas e hipogeos se agrupan en cementerios, ubicados en cimas de colinas aplanadas para tal fin o en los filos de las montañas, cerca de los lugares de vivienda.

## Otros reconocimientos
En 2007 fue elegida como una de las 7 Maravillas de Colombia, quedando en el sexto lugar. En 2008 la publicación Revista Viajes & Aventura y sus lectores eligieron este parque arqueológico como la cuarta Maravilla Arqueológica de Colombia. En primer lugar fue elegida la Ciudad Perdida de la Sierra Nevada de Santa Marta como la Maravilla Arqueológica de Colombia por excelencia.